# Gary B. Kibbe
Gary Brian Kibbe (* 9. Januar 1941 in Los Angeles, Kalifornien; † 9. März 2020 in Burbank, Kalifornien) war ein US-amerikanischer Kameramann.

## Leben und Karriere
Kibbe war ab 1959 im sogenannten Mailroom bei Warner Bros. tätig. Seine Karriere im eigentlichen Sinne im Filmgeschäft begann er als camera operator Ende der 1970er Jahre. So wirkte er etwa in dieser Funktion an dem Actionfilm Convoy mit. Seine erste eigenständige Arbeit als Kameramann erfolgte 1987 mit dem Horrorfilm Die Fürsten der Dunkelheit. Dieser Film bedeutete auch die erste Zusammenarbeit als Chefkameramann mit dem Regisseur John Carpenter, fortan war Kibbe in dieser Funktion für beinahe alle folgenden Filme von Carpenter verantwortlich. Zuvor war Kibbe als einfacher Kameramann bereits an Halloween II und Big Trouble in Little China beteiligt gewesen. Ihre letzte Zusammenarbeit erfolgte 2001 mit dem Horror- und Science-Fiction-Film Ghosts of Mars. Zuletzt trat Kibbe 2003 als Kameramann in Erscheinung.

## Filmografie (Auswahl)
- 1986: Love Struck (Kurzfilm)
- 1987: Die Fürsten der Dunkelheit (Prince of Darkness)
- 1988: Sie leben! (John Carpenter’s They Live)
- 1991: Drei Wege in den Tod (Two-Fisted Tales)
- 1993: RoboCop 3
- 1993: Body Bags
- 1995: Die Mächte des Wahnsinns (In the Mouth of Madness)
- 1995: Das Dorf der Verdammten (John Carpenter’s Village of the Damned)
- 1996: Flucht aus L.A. (John Carpenter’s Escape from L.A.)
- 1998: John Carpenters Vampire (John Carpenter’s The Vampires)
- 2001: Ghosts of Mars
- 2003: The Librarians